# Старое Селище
Старое Селище — упразднённая в 1964 году деревня Бяковского сельсовета Брасовского сельского района в Брянской области РСФСР СССР. Включена в состав деревни Селище. На 2021 год — улица Старосельская деревни Селище Бяковского сельского поселения Навлинского района.

## География
Расположена у восточной окраины рабочего посёлка и райцентра Навля. Населённые пункты разделяет федеральная автотрасса «Украина».

## История
До 1963 года входила в состав Навлинского района. На момент упразднения относилась к Брасовскому району.
Решением Брянского сельского облисполкома от 8 сентября 1964 года дд. Селище и Старое Селище Бяковского сельсовета Брасовского сельского района объединены в один населённый пункт — деревню Селище (ГАБО. Ф.Р-6. Оп.4. Д.601. Л.158-170).
В 1965 году Навлинский район был восстановлен, территория упразднённой деревни стала относиться к Навлинскому району.

## Инфраструктура
Развито личное подсобное хозяйство.

## Транспорт
Находится на пересечении автодороги 15 ОП РЗ 15К-1712 М-3 «Украина» — Клинское с федеральной трассой «Украина».